# Polybrachia
Polybrachia is een geslacht van borstelwormen uit de familie van de Siboglinidae. De wetenschappelijke naam van het geslacht is voor het eerst geldig gepubliceerd in 1952 door Ivanov.

## Soorten
- Polybrachia annulata Ivanov, 1952
- Polybrachia barbata Ivanov, 1952
- Polybrachia eastwardae Southward & Brattegard, 1968
- Polybrachia gorbunovi (Ivanov, 1949)
- Polybrachia lepida Southward & Brattegard, 1968
- Polybrachia macrolamellosa Smirnov, 2005
- Polybrachia mexicanum Adegoke, 1967
- Polybrachia romanovi Smirnov, 2005